# 크리스찬 케이즈
크리스천 키스(Christian Keyes, 1975년 7월 23일 ~ )는 미국의 배우, 가수, 모델이다.
디트로이트에서 태어났다.

## 영화
- No More Mr Nice Guy (2018)
- 더 콰이어 디렉터 (2018년)
- 위 아 패밀리 (2017년)
- 더 맨 인 3B (2015년)
- 목사의 아들 (2015년)
- 블랙 커피 (2014년)
- 포 시즌스 (2014년)
- 노트 투 셀프 (2012년)
- 더 퍼펙트 맨 (2011년)
- 히즈 마인 낫 유어스 (2011년)
- 치퍼 투 킵 헐 (2011년) - 에디 역
- 퍼펙트 콤비네이션 (2010년) - 릭 역
- 트루리 브레시드 (2009년)
- 마디아 감옥 가다 (2006년)
- 다이어리 오브 매드 블랙 우먼 (2005년)